# Richard Møller Nielsen

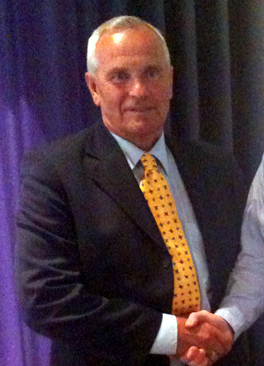
Richard Møller Nielsen (2010)

Richard Møller Nielsen (* 19. August 1937 in Ubberud; † 13. Februar 2014 in Odense) war ein dänischer Fußballspieler und -trainer. Sein größter Erfolg war der Gewinn der Europameisterschaft 1992 mit Dänemark. Im Jahr 1995 wurde er mit dem Dannebrog-Orden ausgezeichnet.

## Karriere
Nielsen spielte bei Odense BK und absolvierte zwischen 1959 und 1961 insgesamt zwei Länderspiele für die dänische Fußballnationalmannschaft, ohne dabei einen Treffer zu erzielen. Er debütierte am 18. Oktober 1959 bei der 1:5-Auswärtsniederlage gegen die Tschechoslowakei und beendete seine Länderspielkarriere am 17. September 1961 bei dem 4:0-Auswärtssieg gegen Norwegen. Außerdem bestritt er 1958 fünf Länderspiele für die dänische U-23-Nationalmannschaft, in denen er ebenfalls kein Tor schoss.
Später trainierte er Vereine wie Esbjerg fB und Odense BK und war Jugendnationaltrainer Dänemarks. Mit Odense wurde er 1982 dänischer Meister. Nach dem Rücktritt von Josef Piontek im Jahr 1990 musste ein neuer Trainer gefunden werden. Richard Møller Nielsen hatte anfangs nur Außenseiterchancen auf den Posten des dänischen Nationaltrainers; der dänische Verband wollte schließlich einen ausländischen Trainer verpflichten. Man war sich schon mit dem Deutschen Horst Wohlers einig, ihn jedoch wollte der KFC Uerdingen 05 nicht aus seinen Vertrag entlassen, sodass man sich schließlich für Nielsen entschied.

### EM in Schweden
Als Trainer Dänemarks war die Qualifikation für die EM 1992 das erste Ziel. Man begann in der Qualifikation mit einem souveränen Sieg gegen die Färöer-Inseln. Danach gab es ein Unentschieden gegen Nordirland und eine Niederlage gegen Jugoslawien. Nach starker Kritik an Nielsen, auch von Seiten der Spieler, gewann man den Rest der Spiele. Das reichte allerdings nicht für die direkte Qualifikation, man belegte den zweiten Tabellenplatz. Allerdings schloss die UEFA die Mannschaft Jugoslawiens wegen des dort herrschenden Bürgerkriegs von der Europameisterschaft aus. Dadurch rückte Dänemark als Zweiter der Qualifikation nach. Da diese Entscheidung kurz vor dem Beginn der EM fiel, musste Møller Nielsen innerhalb kurzer Zeit sein Aufgebot zusammenstellen. Diesem gehörte Ausnahmekönner Michael Laudrup nicht an, da es zwischen ihm und Møller Nielsen zu Meinungsverschiedenheiten gekommen war. Møller Nielsen blieben mit seiner Mannschaft nur wenige Tage der Vorbereitung auf die EM, auch da der Spielbetrieb der dänischen Liga erst kurz vor dem Beginn des Turniers beendet war.
Bei der EM startete Dänemark mit einem 0:0 gegen England, einer Niederlage gegen Gastgeber Schweden und qualifizierte sich schließlich mit einem überraschenden 2:1-Sieg gegen Frankreich für das Halbfinale. Dort traf die Mannschaft auf Titelverteidiger Niederlande. Nach einem 2:2 nach 120 Minuten gewann Dänemark das Spiel mit 5:4 n. E. Im Finale traf man auf den amtierenden Weltmeister Deutschland. Dänemark gewann 2:0 und somit waren Nielsen und Dänemark Europameister.
Im Rahmen der Wahl der Journalisten des World Soccer Magazine wurde Nielsen Trainer des Jahres 1992.

### Die Zeit danach
Nach dem Titel hatte die Qualifikation für die WM Vorrang. Das erste Spiel endete 0:0. Das zweite Spiel gewann man in Nordirland mit 1:0, und das dritte 4:0 gegen Litauen. Im nächsten Spiel gegen 
Spanien verlor man in Überzahl mit 0:1. Somit schaffte man die Qualifikation nicht. Trotzdem konnte man einen Titel holen und zwar den Confederations Cup 1995. Man gewann im Finale 2:0 gegen Argentinien.
Für die EM 1996 qualifizierte man sich als Gruppenzweiter der Qualifikationsgruppe 2 hinter Spanien. Nach Niederlagen gegen Portugal und Kroatien und einem Sieg gegen die Türkei schloss man die Gruppenphase auf Platz 3 ab. Somit war man nicht für die K.O.-Runde qualifiziert. Nach der EM trat Nielsen als Trainer zurück. Er ist heute der erfolgreichste Trainer Dänemarks.
Nach der Zeit in Dänemark trainierte Nielsen die finnische Nationalmannschaft. Er verpasste mit dem dritten Platz in der Europa-Gruppe 3 die WM-Qualifikation 1998. Auch für die EM 2000 konnte man sich nicht qualifizieren. Im Jahr 2000 übernahm er die Israelische Nationalmannschaft. Allerdings hatte er auch dort keinen Erfolg. Die Qualifikation für die WM konnte nicht erreicht werden. Nach der missglückten Qualifikation kündigte Nielsen seinen Trainerposten. Es war seine letzte Trainerstation außerhalb Dänemarks.
Richard Møller Nielsen starb am 13. Februar 2014 im Alter von 76 Jahren an den Nachwirkungen einer im Juli 2013 im Universitätsklinikum Odense durchgeführten Gehirntumor-Operation, von der er sich nicht wieder erholt hatte. Er hinterließ seine Frau, drei Kinder und sechs Enkel.

## Trainerstationen
- 1962–1963 Brobyværk IF
- 1964–1967 Odense BK
- 1968–1969 Esbjerg fB
- 1969–1974 Svendborg fB
- 1974–1975 Boldklubben 1909
- 1975–1985 Odense BK
- 1978–1989 Dänemark U-21
- 1987–1990 Dänemark (Co-Trainer)
- 1990–1996 Dänemark
- 1996–1999 Finnland
- 2000–2002 Israel
- 2003 Kolding FC

## Erfolge
- Europameister 1992
- Trainer des Jahres 1992
- Konföderationen-Pokal 1995
- Dänischer Meister 1977, 1982
- Dänischer Pokalsieger 1983